# Кузьминское (сельское поселение, Удмуртия)
Кузьминское — упразднённое муниципальное образование со статусом сельского поселения в Кезском районе Удмуртии Российской Федерации.
Административный центр — село Кузьма.
Законом Удмуртской Республики от 26 апреля 2021 года № 29-РЗ к 9 мая 2021 года упразднено в связи с преобразованием муниципального района в муниципальный округ.

## История
Статус и границы сельского поселения установлены Законом Удмуртской Республики от 19 ноября 2004 года № 66-РЗ «Об установлении границ муниципальных образований и наделении соответствующим статусом муниципальных образований на территории Кезского района Удмуртской Республики».

## Население
| 2010 | 2012  | 2013 | 2014 | 2015 | 2016 | 2017 |
| ---- | ----- | ---- | ---- | ---- | ---- | ---- |
| 1091 | ↘1017 | ↘949 | ↘880 | ↘858 | ↘840 | ↘805 |
| 2018 | 2019  | 2020 |      |      |      |      |
| ↘786 | ↘771  | ↘741 |      |      |      |      |

## Состав сельского поселения
| № | Населённый пункт | Тип населённого пункта       | Население |
| - | ---------------- | ---------------------------- | --------- |
| 1 | Гладко           | деревня                      | ↘20       |
| 2 | Желтопи          | деревня                      | ↘268      |
| 3 | Ильявыр          | починок                      | ↘14       |
| 4 | Кузьма           | деревня                      | ↘48       |
| 5 | Кузьма           | село, административный центр | ↘477      |
| 6 | Никитино         | деревня                      | ↗2        |
| 7 | Таненки          | деревня                      | ↘73       |
| 8 | Уди              | деревня                      | ↘74       |
| 9 | Фокай            | деревня                      | ↘41       |